# Вацький район
Вачський район (рос. Вачский район) — адміністративно-територіальна одиниця (район) та муніципальне утворення (муніципальний район) у західній частині Нижньогородської області Росії.
Адміністративний центр — смт Вача.

## Історія
Район було утворено 1929 року.

## Населення
| 1939    | 1959    | 1970    | 1979    | 1989    | 2002    | 2008    |
| ------- | ------- | ------- | ------- | ------- | ------- | ------- |
| 66 284  | ↘50 660 | ↘42 334 | ↘34 560 | ↘29 198 | ↘23 349 | ↘21 013 |
| 2009    | 2010    | 2011    | 2012    | 2013    | 2014    | 2015    |
| ↘20 593 | ↘19 979 | ↘19 874 | ↘19 421 | ↘18 962 | ↘18 716 | ↘18 398 |
| 2016    | 2017    |         |         |         |         |         |
| ↘18 107 | ↘17 749 |         |         |         |         |         |